# Mecklenburgischer Ritterschaftlicher Kreditverein

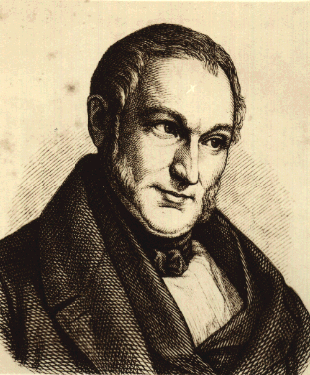
Johann Heinrich von Thünen. 1817 Initiator des Vereins

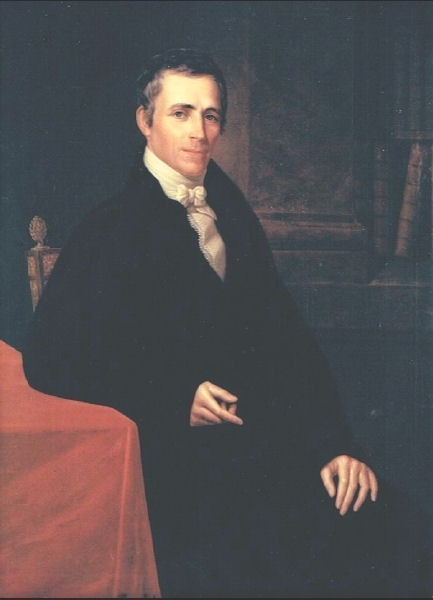
Moritz Christian von Paepcke. Mitgründer.

Der Mecklenburgische Ritterschaftliche Kreditverein, auch zuweilen Mecklenburgische ritterschaftliche Kreditverein, oder kurz Ritterschaftlicher Kreditverein, war ein von 1818 bis 1945 bestehendes Kreditinstitut mit Sitz in Rostock. Die letzte Bezeichnung war seit 1943 Die Mecklenburgische Landschaft.

## Geschichte
Schon 1804 gab es seitens des Diplomaten Leopold von Plessen erste schriftliche Gedanken zur Thematik des Creditwesens der Ritterschaftlichen Güther in Mecklenburg. Ihm folgte G. Ludwig E. von Blücher-Wasdow (1767–1828) im Jahr 1816 mit Über die landwirthschaftlichen Kreditvereine in besonderer Beziehung auf Mecklenburg sowie später dessen Sohn Helmuth von Blücher, der Wasdow erbte. Eine konkrete Initiative zur Errichtung eines Kreditvereins ergriff dann 1817 Johann Heinrich von Thünen, damals noch ein relativ unbekannter Landwirt. Dann folgte auf Betreiben weiterer Grundbesitzer wie u. a. den später nobilitierten Moritz Christian von Paepcke, dem Eigentümer des Rittergutes Lütgenhof, 1818 die Gründung des Mecklenburgischen Ritterschaftlichen Kreditvereins. Die landesherrliche Bestätigung kam am 28. Juli 1818, die Eröffnung folgte am 11. Juli 1819. Zweck des Vereins war die Vergabe hypothekarischer Darlehen an Gutsbesitzer in Mecklenburg-Strelitz und in Mecklenburg-Schwerin, also beider mecklenburgischer Teilstaaten, die Mitglieder des Vereins waren, zur Entschuldung landwirtschaftlichen Grundbesitzes, also seinen Mitgliedern langfristige Darlehen zu günstigen Konditionen zu gewähren. Die Refinanzierung erfolgte durch die Ausgabe von Pfandbriefen, die durch Hypotheken und Grundschulden abgesichert waren. Später wurde die Beleihungsfähigkeit über die Rittergüter hinaus ansatzweise auf den gesamten großbäuerlichen Besitz ausgedehnt; namhafte bäuerlich-bürgerliche Vertreter in der ehrenamtlich agierenden Spitze des Vereins sind erst viel später zu konstatieren. Schon ein Jahr nach der Gründung gab es seitens anderer Gutsherren, wegen Mängel in den Statuten, öffentlich offerierte Kritik in der liberalen Presse. Es ging hierbei um eine höhere Absicherung der Landgüter und dem Aufruf zur Einladung zu einem ritterschaftlichen Schulden-Tilgungs-Verein in Mecklenburg. 1840 erfolgte eine erneute Bestätigung des Ritterschaftlichen Vereins, eine erneuerte Satzung kam dann 1890. Von 1828 bis 1837 war Carl von Oertzen im Direktorium. 1829 waren nach Gustav Hempel und nicht amtlich bestätigt 99 Mitglieder organisiert und als Hauptgüter bezeichnet worden.
1849 vertreten das Hauptdirektorium drei Gutsbesitzer, Johann Jacob von Leers-Schönfeld (1783–1855), Georg Alexander von Rieben-Galenbeck und Ernst von Blücher-Teschow-Kuppentin, sämtlich Landräte. Die eigentliche Arbeitsebene waren der Syndikus Geheimer Rat (Justizrat) Ludwig Peter Friedrich Ditmar (1784–1872), Rendant August Heinrich Francke sowie Registrator Johann Friedrich Koch. Die Kreisdirektoren, ähnlich etwa den Ritterschaftsräten in Brandenburg, vertraten die drei Kreise. Vertreter des Mecklenburgischen Kreises waren damals als Kreisdirektor Johann Heinrich Carl von Behr-Hindenberg (1802–1864), als Kreisdeputierter Major a. D. Emil von Bülow-Rogeez (1789–1860). und Kammerherr Franz von Stralendorff (1805–1883) auf Gut Gamehl. Wendischer Kreis: Kreisdirektor Landrat Friedrich Freiherr von Maltzan-Rothenmoor (1783–1864), als Deputierte der Erblandmarschall Friedrich Freiherr von Maltzan-Penzlin (1804–1869) und der (spätere) Landrat Hans von Blücher-Sukow (1789–1861).. Den Stargardischen Kreis vertrat als Kreisdirektor Kammerherr und Vizelandmarschall Adolph von Oertzen-Rattey (1797–1867) und als Kreisdeputierte Wilhelm von Oertzen-Lübberstorf (1803–1889) und Oberhauptmann Otto von Dewitz-Krumbeck (1788–1858). 1851 waren im Ganzen 112 Güterkomplexe in Mecklenburg mit 3.830.545,00 Thlr. verpfändet.
1880 kam es zur überregionalen Verlosung von Pfandbriefen des Mecklenburgischen Ritterschaftlichen Kreditvereins. 1892 wurde der Verein als Gegenseitige, provinzielle und kommunale Grundkredit-Anstalt bezeichnet. Entscheidend war letztlich die Mitgliedschaft des Gutes beim Verein.
Der Vorstand bestand 1916 aus der Hauptdirektion zu Rostock, jener Zeit der Landrat Wilhelm von Maltzan-Moltzow, aus dem Wendischen Kreis, Cuno Graf von Bassewitz-Perlin aus dem Mecklenburgischen Kreis, und Landrat Ludwig Graf von Schwerin-Mildenitz (1859–1929) aus dem Stargardischen Kreis. Amtliche Mitarbeiter waren der Syndikus, ein Justizrat Eduard Dahlmann, der Rendant Hermann Zielstorff und der Kontrolleur Hermann Diederichs. Mitte der 1920er Jahre rückte der Hofbesitzer Adolf Gerds zu Börzow in die Direktion nach. Der Groszherzoglich-Mecklenburg-Schwerinscher Staatskalender 1916 weist für Mecklenburg-Schwerin in etwa 140 Güter als Mitglieder auf, inklusive nicht bewohnter Lehngüter wie beispielsweise Peutsch im Ritterschaftlichen Amt Stavenhagen.

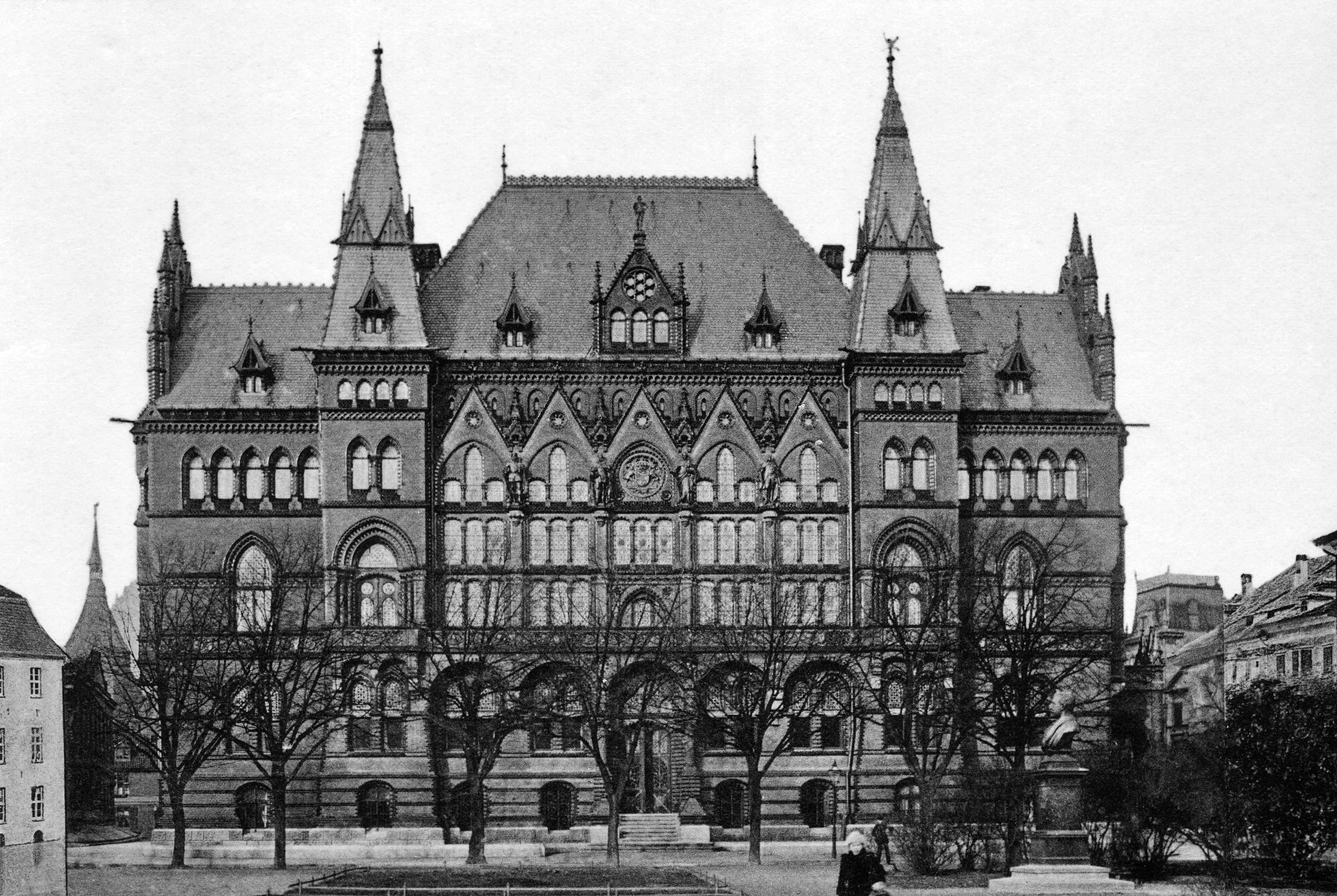
Ständehaus Rostock um 1895. Zeitweilig Sitz des Mecklenburgischen Ritterschaftlichen Kreditvereins

Die Geschäftsräume des Vereins in Rostock um die vorletzte Jahrhundertwende waren zeitweise im heutigen Oberlandesgericht Rostock untergebracht. Das Gebäude wurde in den Jahren 1889 bis 1893 im Auftrag Großherzogs Friedrich Franz III. nach Plänen von Gotthilf Ludwig Möckel und der mecklenburgischen Ritter- und Landschaft als Verwaltungs- und Gerichtssitz der Vereinten Landstände beider Mecklenburg errichtet. Der Mecklenburgische Ritterschaftliche Kreditverein zog dann mehrfach um. Um 1930 galt der Verein als größtes mecklenburgisches landwirtschaftliches Realkreditinstitut. Entschuldungen der Mitglieder vom kleineren Hof bis zum alten Lehngut wurden zu dieser Zeit mit einem Entschuldungsverfahren durchgeführt. Der Kreditverein wirkte als Entschuldungsstelle und nach einem vorgelegten und bestätigten Entschuldungsplan wurde via Beschluss vom Entschuldungsamt beim zuständigen Amtsgericht das Verfahren begleitet, entschieden und aufgehoben.
1943 war Christian von Mecklenburg-Wieschendorf (1870–1947), vormals Kreisdirektor (Ritterschaftsrat) des Ritterschaftlichen Kreditverein für Mecklenburg, neben Detlof von Oertzen dann zuletzt einer der fünf Hauptdirektoren des Instituts. Ebenso zeitgleich in dieser Funktion tätig war der NS-Politiker Paul Vorbeck. Im Sommer 1943 erfolgte die Umbenennung der Institution in Die Mecklenburgische Landschaft. Es erfuhr somit eine ähnliche neue Titulierung wie das Kur- und Neumärkische Kreditinstitut für Brandenburg, welches bereits 1934 Märkische Landschaft hieß. Die Mecklenburgische Landschaft saß 1943 in der Rostocker Orleansstraße.
Die Aufgabenübernahme der Liquidation des Unternehmens nach 1945 ist nicht erforscht. Mindestens von 1926 bis 1942 erschien eine regelmäßig publizierte Information des Vereins in Zeitschriftformat.